# Ögonmuskelnerven
Ögonmuskelnerven, kranialnerv III, (latin: nervus oculomotorius) är den tredje kranialnerven och den nerv som motoriskt innerverar de flesta ögonmusklerna samt den muskeln som är ansvarig för att höja ögonlocket, m. levator palpebrae superioris. Ögonmuskelnerven bär även de parasympatiska fibrer som via ganglion ciliare styr linsens och pupillens storlek.

## Innerverade muskler

Bild på samtliga kranialnervers utträde ur hjärnan. Oculomotoris syns centralt i bilden där nerven har en gul färg.

- M. levator palpebrae superioris
- M. rectus medialis
- M. rectus superior
- M. rectus inferior
- M. obliquus inferior
- M. ciliaris
- M. sphincter pupillae

## Övrig ögonmuskulatur med annan innervation
Till ögonmuskler som inte innerveras av oculomotorius hör m. rectus lateralis och m. obliquus superior. M. rectus lateralis innerveras istället av kranialnerv VI (latin: nervus abducens) och m. obliquus superior innerveras av kranialnerv IV (latin: nervus trochlearis).